# Sarbanissa
Sarbanissa ist eine Gattung der Schmetterlinge in der Familie der Eulenfalter (Noctuidae).

## Verbreitung
Die Gattung Sarbanissa ist von Nordindien und dem Nordosten des Himalaya über Südostasien und Südchina mit Taiwan bis Nordostchina, Korea, die Philippinen und Japan verbreitet.

## Arten
Es wurden 23 Arten beschrieben.
Stand: 11. August 2020
- Sarbanissa albifascia (Walker, 1865), (Vorkommen in Indien, China bis Malaysia, Sumatra)
- Sarbanissa assimilis Orhant, 2015, (Autonomes Gebiet Tibet, chinesische Provinz Guangxi)
- Sarbanissa bala (Moore, 1865 [1866]), (im indischen Bundesstaat Sikkim)
- Sarbanissa catacoloides (Walker, 1862), (verbreitet im Nordosten des Himalaya bis Sundaland, Lombok)
- Sarbanissa cirrha (Jordan, 1912), (kommt in Taiwan vor)
- Sarbanissa flavida (Leech, 1890), (in Westchina beheimatet)
- Sarbanissa insocia Walker, 1865, (Nordindien)
- Sarbanissa interposita (Hampson, 1910), (in Westchina, hauptsächlich in der Provinz Guangdong verbreitet)
- Sarbanissa jordani (Clench, 1953), (auf den Philippinen (Mindanao))
- Sarbanissa kiriakoffi Kobes, 1985, (auf der indonesischen Insel Sumatra)
- Sarbanissa longipennis (Walker, 1865), (in den indischen Bundesstaaten Sikkim und Assam zu finden)
- Sarbanissa mandarina (Leech, 1890), (in Westchina)
- Sarbanissa melanura (Jordan, 1912), (lebt in Nord-Sulawesi)
- Sarbanissa nepcha (Moore, 1867), (im indischen Bundesstaat Sikkim)
- Sarbanissa poecila (Jordan, 1912), (im indischen Bundesstaat Sikkim)
- Sarbanissa pseudassimilis Wei, Kishida & Wang, 2019, (in der chinesischen Provinz Yunnan)
- Sarbanissa speciosa Orhant, 2015
- Sarbanissa subflava (Moore, 1877), (in Japan, Korea und der Ostchinesischen Provinz Zhejiang)
- Sarbanissa sundana Holloway, 1982, (Sundaland)
- Sarbanissa transiens (Walker, 1856), (Westchina und Sundaland)
- Sarbanissa venosa (Moore, 1879), (Nordosten des Himalaya)
- Sarbanissa venusta (Leech, 1889), (verbreitet in der chinesischen Provinz Yunnan, in Korea und Japan)
- Sarbanissa vitalis (Jordan, 1926), (stammt aus Vietnam)